# Thought Field Therapy
Die Thought Field Therapy (TFT) („Gedankenfeldtherapie“) ist ein komplementärmedizinisches Verfahren des US-amerikanischen Psychotherapeuten Roger J. Callahan, dem Begründer der Energetischen Psychologie. Thought Field Therapy wird genau wie die Weiterentwicklung Evolving Thought Field Therapy (EvTFT) obwohl es teilweise Aspekte der Meridian-Akupunktur beinhaltet zu den Verfahren der sogenannten Energiemedizin gezählt.
Wie bei allen para- oder pseudowissenschaftlichenen Verfahren ist eine medizinische Wirksamkeit wissenschaftlich nicht belegt.

## Geschichte
Ende der 1970er Jahre begann Callahan Elemente der klinischen Psychologie, der traditionellen chinesischen Medizin und der Kinesiologie zusammenzufügen und nannte die Methode „Thought Field Therapy“. Daraus entwickelten sich seit den 1980er Jahren mehrere Varianten der Energetischen Psychologie, deren Behandlungsabläufe sich mehr oder weniger stark von Callahans Ansatz unterscheiden.

## Methodik
Die „Gedankenfeldtherapie“ ist nach Aussagen ihrer Vertreter eine rasch wirkende, prozessorientierte Kurzzeittherapiemethode unter Einbeziehung des Körpers bzw. eines angenommenen „körperlichen Energiesystems“. Die TFT-Methode wird teilweise als psychologische Akupunktur bezeichnet.
Nach Aussagen ihrer Vertreter handelt es sich bei der Gedankenfeldtherapie um einen umfassenden und komplexen Psychotherapieansatz.
Nach vorausgehenden diagnostischen Methoden aus klinischer Psychologie und angewandter Kinesiologie werden psychische oder körperliche Beschwerden gedanklich und emotional fokussiert. Gleichzeitig werden sogenannte Meridianpunkte mit den Fingern durch Berühren, Massieren oder Klopfen stimuliert. Dadurch soll - nach Aussage der TFT-Anwender - das Energiesystem des Körpers in Balance gebracht werden, was eine Löschung der Beschwerden bewirken soll.
Roger J. Callahan prägte auch den Begriff der „Psychischen Umkehrung“ (psychological reversal), der als Überbegriff und Erklärung für diverse energetisch-psychologisch bedingte Blockaden und sogenannte Widerstände steht, die in seiner Theorie einen Behandlungsfortschritt behindern oder sogar verhindern können. Im Ansatz Fred P. Gallos allerdings ist dies durch einen Wechsel der logischen Ebene und erneutes Testen umgehbar, gegebenenfalls müssen neue Aspekte des Problems gesondert berücksichtigt und behandelt werden. Als Test für das Bestehen eventueller Hindernisse fungiert dabei ein simpler Muskeltest.
Da er diesen Widerständen einen sehr großen Stellenwert einräumte, entwickelte Callahan zu deren Behandlung mehrere Korrekturverfahren, wie z. B. die „PU-Korrektur“ und die sogenannte collarbone breathing technique (deutsch: Schlüsselbein-Atmung).

## Einordnung
Einige wenige Studien, die von Anbietern über die Wirksamkeit von TFT, TAT und EFT in Auftrag gegeben wurden, lassen je nach Interpretation eine mögliche Wirksamkeit als Schluss zu; sie genügen jedoch nicht den wissenschaftlichen Standards.
Da weder eine Wirksamkeit der TFT noch die postulierte Energie noch die Existenz eines Meridianssystems belegt ist, werden die TFT sowie ihr verwandte Methoden als Esoterik bzw. Pseudowissenschaft eingestuft.